# Отто Кушов
Отто Фрідріх Карл Кушов (нім. Otto Friedrich Karl Kuschow; 31 грудня 1890, Цвенцов — 20 квітня 1945, Нюрнберг) — бригадефюрер СС і генерал-майор поліції. Кавалер Німецького хреста в сріблі.

## Біографія
Син робітника сільського господарства. Після закінчення початкової школи (1897—1905) вчився на муляра і тесляра (1905—1909). В 1909 році поступив добровольцем у німецьку армію, служив у артилерії. В 1911 році демобілізований, працював будівельником. В 1913—1914 роках навчався у технікумі Стреліца.
Учасник Першої світової війни, служив в артилерії. 13 січня 1919 року поступив на службу в батальйон прикордонної охорони «Схід». В березні 1920 року поступив на службу в поліцію Мекленбург-Стреліца.
1 травня 1933 року вступив у НСДАП (партійний квиток № 2 893 126). В листопаді 1933 року поступив на службу в міністерство внутрішніх справ Тюрингії.
З 1 грудня 1938 року — заступник командира шуцполіції Нюрнберга і Фюрта.
З 20 вересня 1939 року — командир шуцполіції Нюрнберга і Фюрта.
15 липня 1942 року вступив у СС (посвідчення № 426 888).
З 17 грудня 1942 року — заступник начальника поліції Нюрнберга і Фюрта.
З 1 вересня 1943 року — поліцай-президент (начальник поліції) Нюрнберга і Фюрта.
20 квітня 1945 року Кушов загинув у битві за Нюрнберг, під час оборони штаб-квартири Нюрнберзької поліції.

## Звання
- Вахмістр (20 вересня 1920)
- Лейтенант поліції (16 березня 1921)
- Гауптман поліції (1 квітня 1925)
- Майор поліції (24 серпня 1933)
- Оберст-лейтенант шуцполіції (11 вересня 1937)
- Оберст шуцполіції (30 жовтня 1940)
- Штандартенфюрер СС (15 липня 1942)
- Оберфюрер СС (21 червня 1943)
- Генерал-майор поліції і поліцай-президент (1 вересня 1943)
- Бригадефюрер СС (21 червня 1944)

## Нагороди
- Почесний хрест ветерана війни
- Почесний знак протиповітряної оборони 2-го ступеня
- Срібний орел НСДАП гау Тюрингія (№ 1 249) (5 грудня 1938)
- Медаль «За вислугу років у поліції» 3-го, 2-го і 1-го ступеня (25 років)
- Йольський свічник
- Хрест Воєнних заслуг 2-го і 1-го класу з мечами
- Німецький хрест в сріблі (4 січня 1945)